# Province de Niassa
La province de Niassa (en portugais : província de Niassa) est l'une des onze provinces du Mozambique. Sa capitale est la ville de Lichinga.

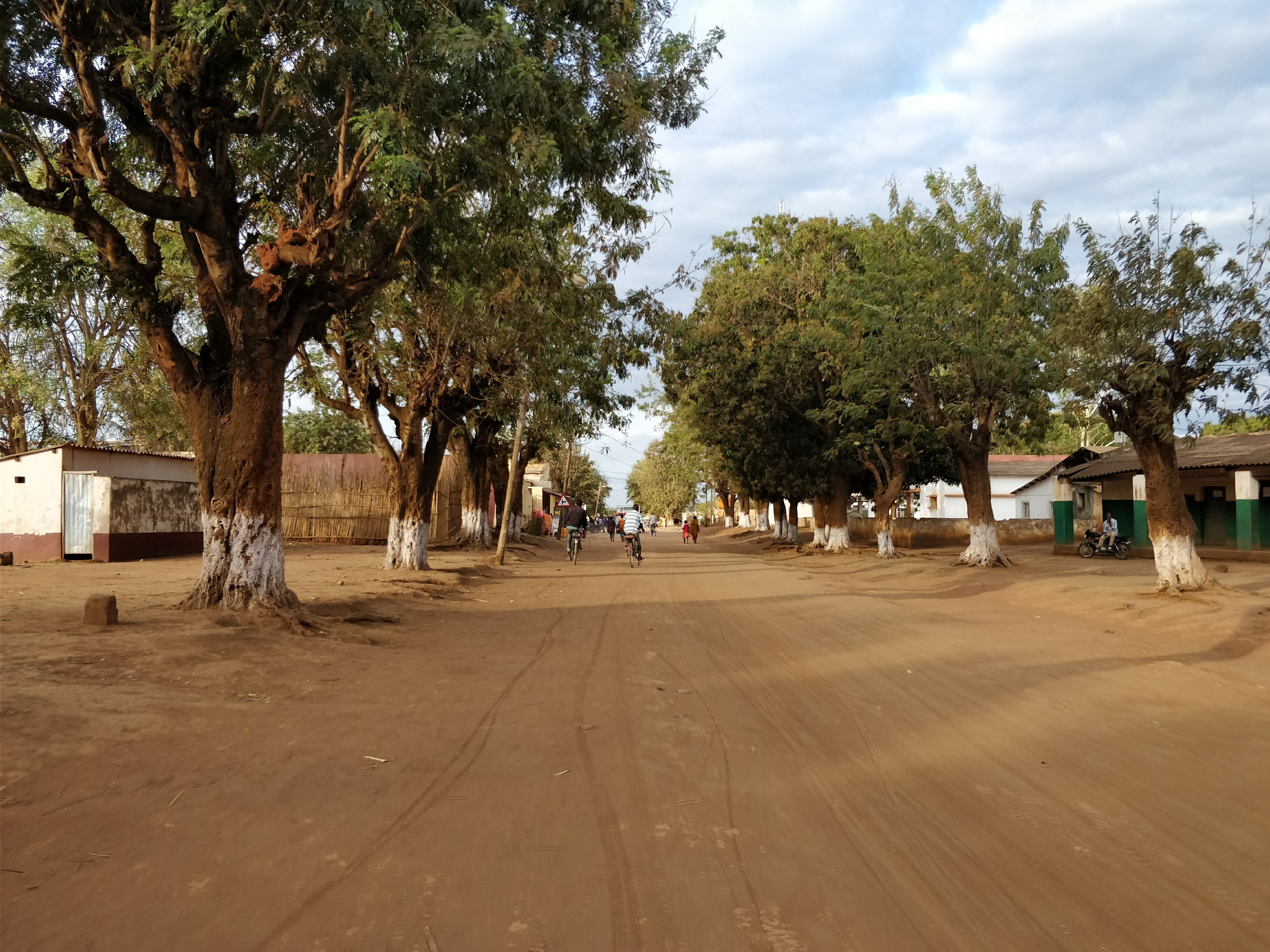
Une rue de Mandimba, Niassa, Mozambique

## Géographie
La province couvre une superficie de 129 056 km2. Elle est bordée au nord par la Tanzanie ; à l'est par la province de Cabo Delgado dont elle est séparée par le rio Rovuma ; au sud par les provinces de Nampula et de Zambézie ; à l'ouest par le lac Nyassa, qui la sépare du Malawi. Le nom de la province, niassa, signifie « lac » en langue chichewa.

## Population
La population de la province s'élevait à 1 096 406 habitants au recensement de 2007, contre 756 287 à celui de 1997. 

## Subdivisions
La province de Niassa est subdivisée en 15 districts :
- District de Cuamba
- District de Lago
- District de Lichinga
- District de Majune
- District de Mandimba
- District de Marrupa
- District de Maúa
- District de Mavago
- District de Mecenhelas
- District de Mecula
- District de Metarica
- District de Muembe
- District de N'gauma
- District de Nipepe
- District de Sanga

Elle comprend également 3 municipios :
- Cuamba
- Lichinga
- Metangula